# Notiophilus cribrilaterus
Notiophilus cribrilaterus är en skalbaggsart som beskrevs av Victor Ivanovitsch Motschulsky. Notiophilus cribrilaterus ingår i släktet Notiophilus och familjen jordlöpare. Inga underarter finns listade i Catalogue of Life.